# Frank Lampard
Frank James Lampard Jr. OBE [ˈlæmpɑːd] (* 20. Juni 1978 in Romford, London) ist ein ehemaliger englischer Fußballspieler und heutiger Trainer. Zu seinen Stationen als Spieler gehörten West Ham United, Swansea City, Manchester City, der New York City FC und 13 Jahre lang der FC Chelsea.
Als zentraler Mittelfeldspieler war Lampard für seine kraftvollen Weitschüsse und seine überdurchschnittliche Torgefährlichkeit bekannt, die er häufig durch Vorstöße aus dem Mittelfeld entwickelte. Für die englische Nationalmannschaft absolvierte er 106 Länderspiele zwischen 1999 und 2014. Mit dem FC Chelsea gewann er 2012 die Champions League und 2013 die Europa League sowie in den Jahren 2005, 2006 und 2010 drei englische Meisterschaften. Hinzu kamen zwei Triumphe im Ligapokal (2005 und 2007) und in den Jahren 2007, 2009, 2010 und 2012 vier FA-Cup-Gewinne. Davor hatte er mit West Ham United im Jahre 1999 den UEFA Intertoto Cup gewonnen.
Im November 2005 belegte Lampard hinter dem brasilianischen Mittelfeldspieler Ronaldinho in der Wahl zu Europas Fußballer des Jahres den zweiten Platz und wiederholte dieses Ergebnis nur einen Monat später – erneut hinter Ronaldinho – bei der FIFA-Weltfußballerwahl. Im gleichen Jahr war er Englands Fußballer des Jahres.

## Karriere als Spieler

### Vereinskarriere

#### West Ham United
Frank Lampard schloss sich im Juli 1994 als 16-Jähriger der Jugendakademie von West Ham United an. Sein Vater Frank Lampard senior wurde im gleichen Jahr Assistenztrainer der Profimannschaft. Am 1. Juli 1995 unterzeichnete er seinen ersten Profivertrag und wurde im Oktober für einige Monate an den damaligen Drittligisten Swansea City ausgeliehen, für den er am 7. Oktober 1995 gegen Bradford City (2:0-Sieg) debütierte. Insgesamt absolvierte Lampard neben zwei Pokaleinsätzen neun Meisterschaftsspiele für Swansea City und schoss in der Begegnung gegen Brighton & Hove Albion sein erstes und einziges Tor. Im Januar 1996 kehrte er zu den Hammers zurück und spielte am 31. Januar auch erstmals in der Partie gegen Coventry City, konnte sich aber vorerst noch nicht weiter in die Stammformation spielen. Stattdessen führte er die Jugendmannschaft als Kapitän an und erreichte mit dem Team 1996 das Endspiel im FA Youth Cup.
Am 15. März 1997 brach er sich im Spiel gegen Aston Villa sein rechtes Bein und musste die Saison verletzungsbedingt beenden. Sein erstes Tor für die Profimannschaft erzielte er in der Saison 1997/98, während eines Auswärtssieges beim FC Barnsley. In der Spielzeit 1998/99 gelang Lampard schließlich der Durchbruch und er verpasste während der gesamten Saison nicht ein einziges Spiel. West Ham und belegte in der Premier League überraschend den fünften Platz. Lampard war dabei die zentrale Figur inmitten einer großen Anzahl junger und talentierter Spieler, wozu neben ihm selbst noch beispielsweise Joe Cole, Michael Carrick und Rio Ferdinand zählten. Als aber Ferdinand den Verein im November 2000 in Richtung Leeds United und danach zudem sowohl sein Vater als auch sein Onkel Harry Redknapp den Verein verließen, entschied sich auch Lampard dazu, West Ham den Rücken von kehren. Trotz finanziell lukrativer Angebote von Leeds und Aston Villa verblieb Lampard weiterhin in London und wechselte für elf Millionen britische Pfund zum FC Chelsea.

#### FC Chelsea

##### Der stille Aufstieg (2001–2003)
Am 15. Mai 2001 unterschrieb Lampard einen Vertrag beim FC Chelsea und war dabei eine der ersten Verpflichtungen des neuen Trainers Claudio Ranieri. Am 26. Juli 2001 debütierte Lampard in einem Vorbereitungsspiel gegen Leyton Orient für den FC Chelsea und kam am 19. August 2001 beim 1:1-Remis gegen Newcastle United auch in der Premier League für Chelsea erstmals zum Einsatz. Obwohl er bereits in seinem vierten Ligaspiel gegen Tottenham Hotspur des Feldes verwiesen wurde – bis heute die einzige Hinausstellung in seiner Karriere – verpasste er nur ein Pflichtspiel, schoss insgesamt sieben Tore und war auf Anhieb integraler Bestandteil der Mannschaft. Seine Entwicklung stellte sich zu Beginn langsam und unspektakulär dar und obwohl er auf Anhieb Stammspieler wurde, waren die Leistungen in den ersten beiden Spielzeiten dadurch überschattet, dass der Verein spektakuläre Transfers mit noch weitaus höheren Ablösesummen in viele Spitzenspieler tätigte und er zudem im Mittelfeld häufig im Schatten des italienischen Kreativspielers Gianfranco Zola stand.
In der Saison 2002/03 absolvierte er alle Partien und schoss dabei acht Tore. In der Meisterschaft belegte er mit dem FC Chelsea den vierten Platz und konnte dadurch erstmals in der Folgesaison an der Champions League teilnehmen. Erst in seiner dritten Saison, als die Ära des russischen Öl-Milliardärs Roman Abramowitsch begann, konnte sich Lampard in seiner Spielweise frei entfalten und wurde zu einem der besten Mittelfeldspieler Europas.

##### Der Führungsspieler in den Meistermannschaften (2003–2006)

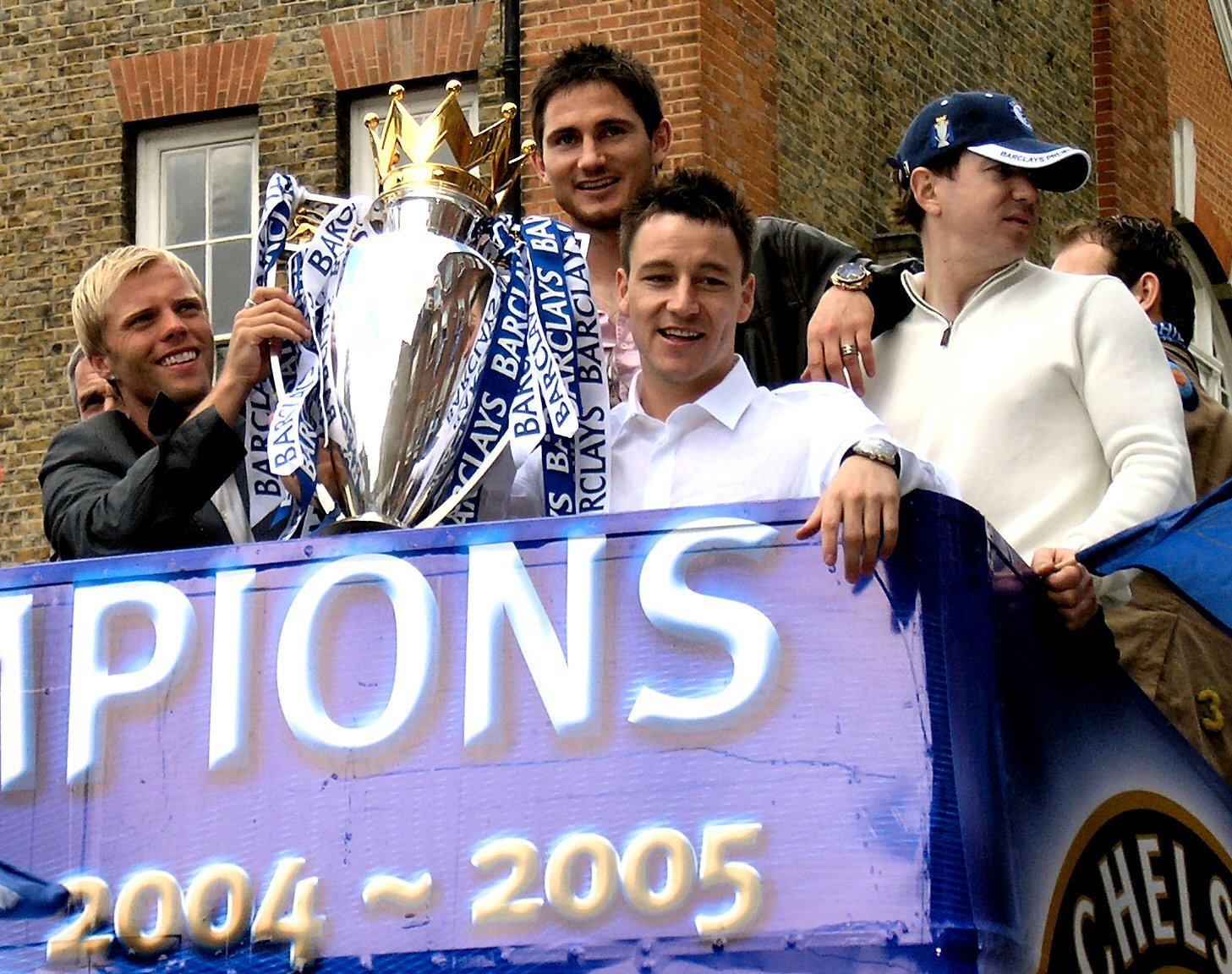
Frank Lampard bei der Meisterfeier 2005 mit Eiður Guðjohnsen und John Terry

Lampard startete gut in die neue Saison und wurde für seine Leistungen im September 2003 als bester Spieler des Monats (in der offiziellen Wertung als „Barclays Player of the Month“) geehrt. Im Oktober erhielt er von den Fußballanhängern eine ähnliche Auszeichnung als „PFA Fans' Player of the Month“. Im weiteren Verlauf der Spielzeit zog er mit dem FC Chelsea ins Halbfinale der Champions League ein und unterlag dort der AS Monaco, nachdem Lampard zuvor vier Tore in 14 Spielen erzielt hatte. In der Liga wurde er mit den Blues hinter dem FC Arsenal Vizemeister.
Die Spielzeit 2004/05 entwickelte sich zu der erfolgreichsten Saison in der Geschichte des FC Chelsea und zu einem Meilenstein in der Karriere von Frank Lampard. Unter dem neuen Trainer José Mourinho  absolvierte er als Spielmacher alle 38 Premier-League-Spiele, schoss dabei für einen Mittelfeldspieler überdurchschnittliche 13 Tore (von insgesamt 19 Treffern in allen Wettbewerben) und führte sein Team mit einem 12-Punkte-Abstand auf den zweitplatzierten FC Arsenal zur ersten Meisterschaft nach genau 50 Jahren. Dazu trug er vier Tore in der Champions League bei und erreichte mit Chelsea zum zweiten Male in Folge das Halbfinale. Zu guter Letzt schoss er in sechs Ligapokalspielen zwei Treffer und war auch dort am Titelgewinn beteiligt. Mit diesen guten Leistungen katapultierte sich Lampard endgültig in den Fokus der weltweiten Fußballexperten; unter anderem bezeichneten ihn der ehemalige Kapitän der brasilianischen Nationalmannschaft Carlos Alberto und der vormalige niederländische Spitzenspieler Johan Cruyff als einen der europaweit besten Mittelfeldspieler. Die englische Journalistenvereinigung FWA wählte ihn am Ende der Saison zu Englands Fußballer des Jahres.
Die überdurchschnittlichen Darbietungen Lampards fanden auch in der Saison 2005/06 ihre Fortsetzung. Er schoss in der Premier League zur erfolgreichen Titelverteidigung 16 Tore, steuerte zwei Treffer in fünf Champions-League-Spielen bei und mit ebenfalls zwei Toren in den heimischen Pokalspielen erreichte er die 20-Tore-Grenze. Im Oktober 2005 bezeichnete ihn Mourinho nach einer Partie gegen die Blackburn Rovers an der Stamford Bridge als „besten Spieler der Welt“ – eine Einschätzung, die wenige Tage zuvor auch Matthias Sammer in einem kicker-Interview geäußert hatte.
Einen Monat zuvor war Lampard neben seinem Mannschaftskameraden John Terry in die Weltauswahl „FIFPro World XI“ berufen worden, die von Profifußballern aus 40 Ländern zusammengestellt wurde. Im Winter 2005 verpasste er mit dem zweiten Platz jeweils hinter Ronaldinho knapp die Auszeichnung zu Europas Fußballer des Jahres und später die zum FIFA-Weltfußballer des Jahres.

##### Weitere Meisterschaftstitel und Gewinn der Champions League (2006–2014)

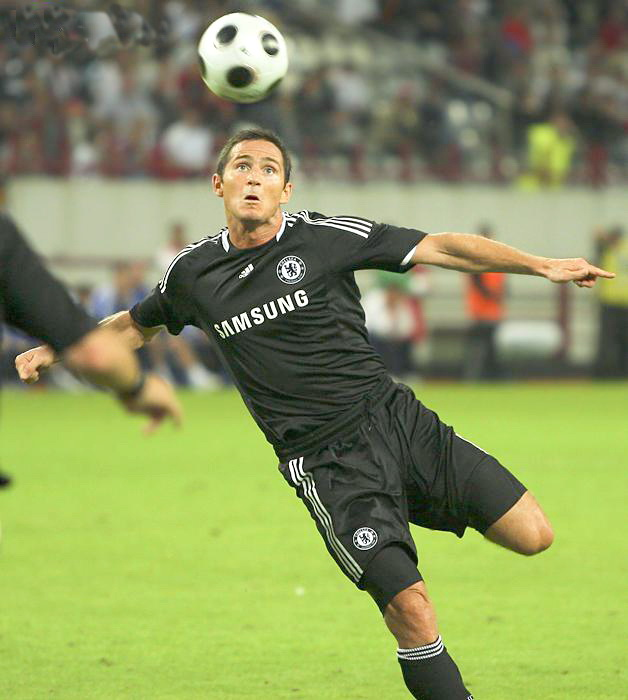
Frank Lampard (2008)

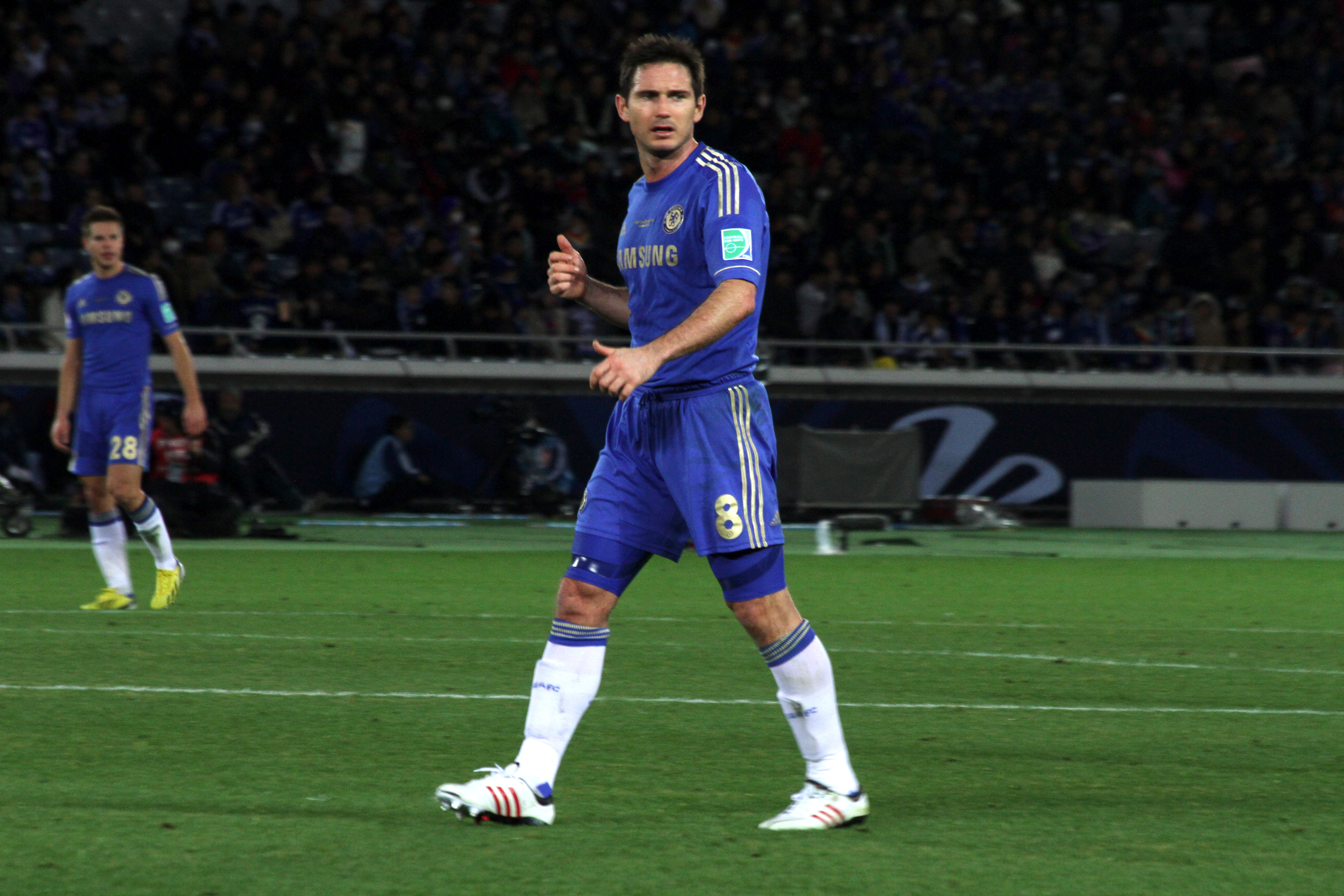
Lampard (2012)

In den kommenden Jahren bildete Lampard mit Petr Čech, John Terry und Didier Drogba das zentrale Gerüst des FC Chelsea. Eine Rückenverletzung von Terry sorgte dafür, dass Lampard häufig in der Saison 2006/07 die Rolle des Mannschaftskapitäns übernahm. Beachtenswert war vor allem seine gute Form zum Jahreswechsel, als er sieben Tore in acht Spielen erzielte und dafür im Januar die Auszeichnung zum besten Spieler des Monats („PFA Fans' Player of the Month“) erhielt. Der Actim Index – ein von dem Unternehmen „PA Sport“ gemeinsam mit Statistikern der Universität Salford entwickeltes Verfahren zur Leistungsbestimmung britischer Fußballspieler – sah Lampard am Saisonende auf einem fünften Platz in der Premier League und zudem in der besten Elf der abgelaufenen Spielzeit. Zum zweiten Male in Folge erzielte Lampard insgesamt 20 Tore in allen Wettbewerben, darunter am 31. Oktober 2006 im Camp Nou einen Heber zum Ausgleich aus spitzem Winkel gegen Víctor Valdés vom FC Barcelona und am 11. März 2007 nach einem zwischenzeitlichen 1:3-Rückstand zwei Treffer zum 3:3 im FA-Cup-Viertelfinale gegen Tottenham Hotspur. Drei Tore hatte er zuvor im gleichen Pokalwettbewerb bereits in der dritten Runde gegen Macclesfield Town am 6. Januar 2007 markiert.
Obwohl Lampard nach dem gewonnenen FA-Cup-Endspiel Fragen hinsichtlich seiner Zukunft damit beantwortete, dass er „für immer“ beim FC Chelsea zu bleiben wünschte, mehrten sich Spekulationen über einen möglichen Wechsel. Dabei mutmaßte ein Teil der englischen Presselandschaft vor allem über einen bevorstehenden Transfer zu Juventus Turin, zumal Claudio Ranieri – ehemaliger „Ziehvater“ Lampards in der Anfangszeit beim FC Chelsea – bei Juventus das Traineramt übernommen hatte. Entgegen zahlreicher Spekulationen unterschrieb Lampard am 13. August 2008 einen neuen Fünfjahresvertrag bei Chelsea. 2012 gewann er die Champions League mit Chelsea 4:3 nach Elfmeterschießen gegen den FC Bayern München. Am 17. März 2013 erzielte er per Kopf gegen West Ham United sein 200. Pflichtspieltor für den FC Chelsea.

#### Manchester City
Am 24. Juli 2014 wechselte Frank Lampard laut Eigentümergesellschaft des MLS-Franchises New York City FC und Manchester City für zwei Jahre zum US-amerikanischen Klub. Da das Franchise allerdings erst 2015 seinen offiziellen Spielbetrieb aufnehmen werden würde, wurde Lampard wie alle anderen Mannschaftskollegen auch, an einen anderen Verein ausgeliehen. Bis zum Jahresende 2014 sollte er für den Mutterverein Manchester City spielen. Im Januar 2015 stellte sich allerdings heraus, dass Lampard nie einen Vertrag mit NYCFC abgeschlossen hatte, sondern stattdessen einen Einjahresvertrag mit Manchester City unterzeichnet hatte. Eine Kündigungsklausel, die Lampard zu Jahresbeginn einen Wechsel in die USA ermöglicht hätte, wurde am 31. Dezember 2014 gestrichen.
Am 21. September 2014 schoss er beim 1:1 gegen seinen Ex-Klub FC Chelsea sein erstes Tor für Manchester City. Damit stellte er auch gleichzeitig einen neuen Rekord auf, weil Lampard damit gegen 39 Premier-League-Teams getroffen hatte, was noch keinem Spieler zuvor gelang.

#### New York City FC
Zum 1. Juli 2015 wechselte Lampard schließlich zu New York City FC in die laufende Saison 2015 der Major League Soccer. Sein Debüt verspätete sich verletzungsbedingt jedoch bis zum 1. August des Jahres. Am 16. September 2015 schoss er im Spiel gegen Toronto FC sein erstes Tor in der MLS. Am 2. Oktober 2015 erzielte er im Spiel gegen D.C. United das bis dahin schnellste Tor in der MLS für den New York City FC.

#### Besonderes
Bei Chelseas 6:1 gegen Derby County am 12. März 2008 und beim 7:1 gegen Aston Villa am 27. März 2010 erzielte Lampard jeweils vier Tore. Er ist damit einer der wenigen Spieler, die in der Premier League mehrmals vier Treffer in einem Spiel erzielten. In den Spielzeiten 2006 bis 2010 erzielte er jeweils mindestens 20 Tore für Chelsea in den Pflichtspielen aller Wettbewerbe. Am vorletzten Spieltag der Saison 2012/13 erzielte er beide Tore zum 2:1-Sieg gegen Aston Villa. Mit dem ersten Treffer, seinem 202. Tor für den FC Chelsea, stellte er den Club-Torrekord von Bobby Tambling ein und übertraf ihn mit dem Treffer zum Endstand.
Lampard ist Athletenbotschafter der Entwicklungshilfeorganisation Right to Play.

### Nationalmannschaft
Im Alter von 18 Jahren wurde Lampard von Peter Taylor in die U-21-Nationalmannschaft Englands berufen. Dabei debütierte er am 13. November 1997 auf Kreta gegen Griechenland und führte im Jahre 2000 die Mannschaft während der U-21-Europameisterschaft in der Slowakei als Kapitän an. Er absolvierte dort auch sein letztes Spiel für die Nachwuchsmannschaft im Juni 2000 gegen den Gastgeber und schoss insgesamt neun Tore für die Auswahl – nur von Alan Shearer und Francis Jeffers wurde er mit je 13 Treffern in dieser Bilanz übertroffen.
Sein Debüt für die A-Nationalmannschaft gab Lampard am 10. Oktober 1999 gegen Belgien im Stadium of Light – beim 2:1-Sieg wurde er nach 76 Minuten gegen seinen Mannschaftskameraden Dennis Wise ausgewechselt. Er wurde jedoch weder in den 23-Mann-Kader für die EM 2000 noch in den für die WM 2002 in Japan und Südkorea berufen. Das erste Länderspieltor gelang ihm am 20. August 2003 in einem Freundschaftsspiel gegen Kroatien, in dem England mit 3:1 die Oberhand behielt. Die beständig guten Leistungen im Verein sorgten schließlich dafür, dass er sich danach immer mehr in die Stammelf spielte und bei einem Vorbereitungsspiel zur Euro 2004 gegen Island (6:1) erzielte er sein zweites Tor für England.
Lampard wurde in den Kader zur Europameisterschaftsendrunde in Portugal berufen und zeigte in dem Turnier bis zum Erreichen der Viertelfinalrunde derartig gute Leistungen, dass er am Ende in das UEFA All-Star-Team gewählt wurde. Als sich schließlich Paul Scholes aus der Nationalmannschaft zurückzog, war Lampards Stellung im Mittelfeld noch gefestigter, die er mit fünf Toren in der Qualifikation für die WM 2006 unter Beweis stellte – anstelle von Scholes trug er nun das Trikot mit der Nummer 8. Dies brachte ihm außerdem die Wahl zum besten Spieler der englischen Nationalmannschaft in den Jahren 2004 und 2005 ein.
Bei der Weltmeisterschaft 2006 in Deutschland wurde Lampard im Spiel gegen Paraguay, welches England mit 1:0 gewann, zum „Man of the Match“ gewählt. Dennoch konnte er seine guten Vereinsleistungen nicht bestätigen und im Gegensatz zur Euro 2004 gelang ihm in diesem Turnier auch kein Tor. Seine unerwartet schwachen Auftritte lösten heftige Reaktionen in der englischen Medienlandschaft aus, die in breiten Spekulationen Burnout „diagnostizierten“ oder ablenkende Wechselgedanken unterstellten. Englands Trainer Sven-Göran Eriksson verteidigte Lampard hingegen und stellte heraus, dass an seiner Einsatzbereitschaft nichts mangelhaft war und dass er zudem mit 24 Schüssen in Richtung gegnerisches Tor den Höchstwert aller Spieler während des Turniers besaß. Lampard kam in allen fünf Spielen Englands zum Einsatz und war am Ende neben Steven Gerrard und Jamie Carragher vom FC Liverpool einer von drei Spielern, die im Viertelfinal-Elfmeterschießen gegen Portugal an Ricardo scheiterten.
Nach der Weltmeisterschaft wandelte sich die Akzeptanz Lampards bei den englischen Nationalmannschaftsanhängern deutlich. Während des Freundschaftsspiels gegen Brasilien im neuen Wembley-Stadion am 1. Juni 2007 wurde er von den eigenen Fans ausgepfiffen, was den neuen englischen Nationaltrainer Steve McClaren zu einer öffentlichen Rückendeckung seines Führungsspielers veranlasste. Die Unmutsbekundungen setzten sich aber am 13. Oktober 2007 fort, als Lampard im EM-Qualifikationsspiel gegen Estland in der zweiten Halbzeit eingewechselt wurde. Am 21. November 2007 verwandelte er einen Elfmeter im Heimspiel gegen Kroatien - dennoch verlor sein Team mit 2:3 und verpasste damit die Qualifikation zur Europameisterschaft. Seine Ernennung zum „Man of the Match“ im Anschluss an die Partie wurde mit einem Pfeifkonzert seitens der englischen Anhänger quittiert.
Am 27. Juni 2010 erzielte Lampard im Achtelfinale der Weltmeisterschaft in Südafrika gegen Deutschland ein reguläres Tor, welches jedoch vom Schiedsrichtergespann aus Uruguay nicht gezählt wurde. Dabei prallte der Ball von der Unterkante der Latte hinter die Torlinie ab, traf erneut die Querlatte und wurde darauf vom deutschen Torhüter Manuel Neuer gefangen. Dieses nicht gegebene Tor hätte den Ausgleich zum 2:2 für die stark aufgekommenen Engländer bedeutet und leitete indirekt die Niederlage der Engländer ein. Es wurde von der deutschen Presse als ausgleichende Gerechtigkeit für das Wembley-Tor von Geoff Hurst im Finale der Weltmeisterschaft 1966 gewertet. Da das Tor nicht gegeben wurde, konnte Lampard einen neuen Negativrekord bei der Fußball-Weltmeisterschaft aufstellen: Mit insgesamt 37 Torschüssen in all seinen WM-Einsätzen konnte Lampard kein einziges gewertetes Tor erzielen. Aufgrund einer Oberschenkelverletzung verpasste Lampard die Europameisterschaft 2012 in Polen und der Ukraine.
Am 10. September 2013 bestritt er beim WM-Qualifikationsspiel gegen die Ukraine sein 100. Länderspiel. Das Spiel war gleichzeitig das 100. WM-Qualifikationsspiel für England. Bei der Weltmeisterschaft 2014 in Brasilien schied er mit England als Gruppenletzter aus, nachdem sie die die Spiele gegen Italien und Uruguay verloren und im letzten Gruppenspiel gegen Costa Rica – das Ausscheiden stand schon vor diesem Spiel fest – nicht über ein Unentschieden hinauskamen. Lampard kam gegen die Italiener und gegen die Uruguayer nicht zum Einsatz, gegen die Costa Ricaner stand er in der Startelf und spielte durch. Das Spiel gegen Costa Rica war sein 106. und letztes Länderspiel. Am 26. August 2014 kündigte er sein Karriereende in der Nationalmannschaft an.

## Karriere als Trainer

### Derby County
Zur Saison 2018/19 übernahm Lampard das Zweitligateam von Derby County. Er unterschrieb einen Vertrag mit einer Laufzeit bis zum 30. Juni 2021. Er führte die Mannschaft auf den 6. Platz, der zur Teilnahme an den Aufstiegsplayoffs berechtigte. Nachdem man sich im Halbfinale gegen Leeds United durchgesetzt hatte, verlor Derby County das Finale um den dritten Aufstiegsplatz gegen Aston Villa. Nach der Saison verließ er Derby um sich dem FC Chelsea anzuschließen. Begleitet zu Chelsea wurde er von Mason Mount, der von Chelsea an die Rams ausgeliehen worden war.

### FC Chelsea
Zur Saison 2019/20 kehrte Lampard zum FC Chelsea zurück und übernahm die Premier-League-Mannschaft als Nachfolger von Maurizio Sarri, der zu Juventus Turin gewechselt war. Lampard unterschrieb beim Europa-League-Sieger einen Vertrag mit einer Laufzeit bis zum 30. Juni 2022 und stellte die Wunschlösung der Vereinsverantwortlichen für die Trainerposition dar. Die Wahl fiel dabei auf den im Vergleich zu bisherigen Chelsea-Trainern unerfahrenen Lampard unter anderem wegen seiner großen Beliebtheit in der Anhängerschaft, die zeitweise offen gegen Vorgänger Sarri rebelliert hatte. Lampard sollte diese Negativität nun beseitigen. Zudem akzeptierte er die Einschränkungen, die Chelsea aus einer im Februar von der FIFA verhängten Transfersperre erwuchsen, insbesondere der, dass man nicht die Möglichkeit hatte, einen Ersatz für Offensivstar Eden Hazard zu verpflichten, der für mindestens 100 Millionen Euro zu Real Madrid wechselte. Lampards Antwort auf die Transfersperre und den Verlust von Hazard bestand darin, auf junge Spieler aus der Akademie zu setzen. Reece James, Tammy Abraham und Mason Mount konnten sich infolge dieser Vision in der Premier League durchsetzen. Eine unerwartete Veränderung, die Lampard kurz vor Saisonbeginn vornahm, war, Innenverteidiger David Luiz abzugeben. Luiz war jahrelanger Stammspieler bei Chelsea gewesen, aber nachdem Lampard ihm bedeutet hatte, er sei bei ihm nicht gesetzt und müsse um seinen Platz kämpfen, hatte Luiz um einen Wechsel gebeten, was Lampard genehmigt hatte. Gleich zu Beginn seiner Amtszeit stieß Lampard negativ auf, dass der Verein Einfluss auf seinen Trainerstab nahm. So wurde ihm Vereinslegende Eddie Newton zur Seite gestellt, was Chelseas Vereinspolitik, einem jeden neuen Trainer vereinsseitig jemandem zur Seite zu stellen, entsprach. Lampard, als Vereinslegende, sah darin keine Notwendigkeit und hielt Newton fortwährend auf Distanz zu seinen Trainingseinheiten.

Lampards erste Spielzeit startete ernüchternd. Zwischen August und September gewannen die Blues in der Liga nur drei von sieben Spielen, während sie im UEFA-Super-Cup, wo sie auf den FC Liverpool trafen, im Elfmeterschießen verloren, nachdem die Partie mit 2:2 geendet hatte. In den nächsten Wochen legte das Lampard-Team dann jedoch eine Serie von fünf Ligasiegen in Folge hin, durch die es sich bis auf den dritten Platz hocharbeitete. Danach verschlechterte sich die Form der Mannschaft wieder und bis Neujahr holte man nur 10 von 27 möglichen Punkten. Hielt sich jedoch weiterhin auf den Champions-League-Plätzen. In der aktuellen Ausgabe der Champions League spielte man parallel eine gute Kampagne. In einer Gruppe mit Ajax Amsterdams, dem FC Valencia und OSC Lille wurde man mit elf Punkten Zweiter und bekam den späteren Sieger FC Bayern München fürs Achtelfinale zugelost.

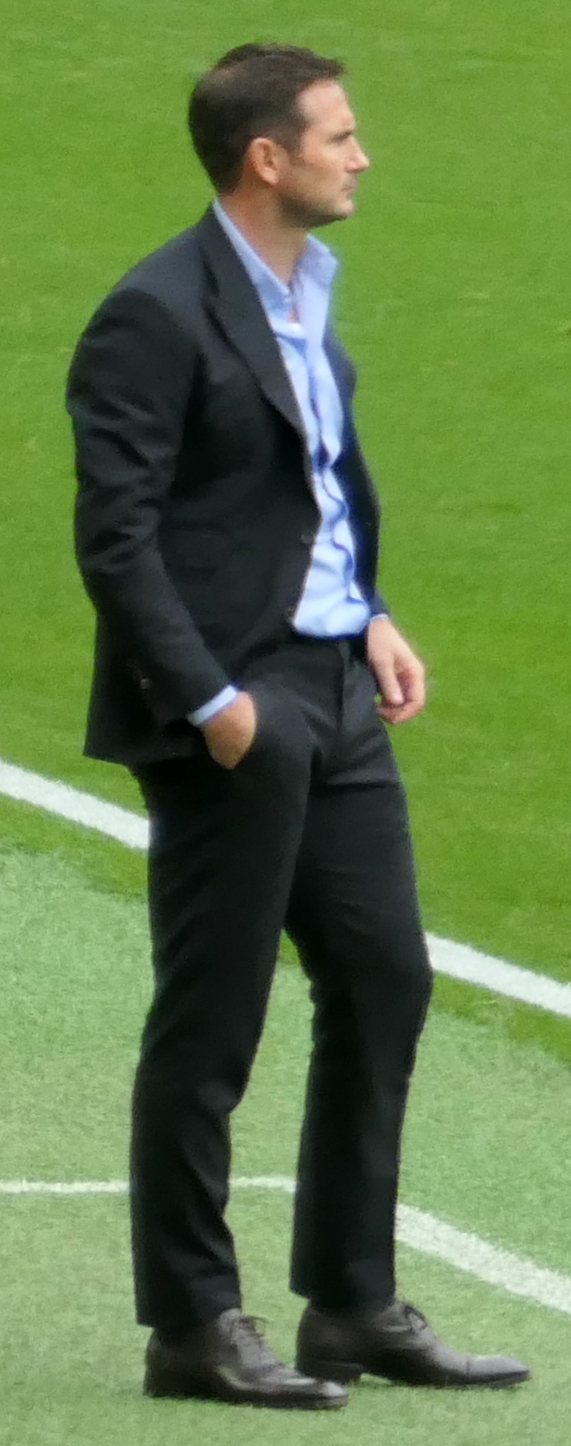
Lampard als Trainer von Chelsea (2019)

Ab Dezember 2019 traten verstärkt Spannungen zwischen der Vereinsführung insbesondere Geschäftsführerin Marina Granovskaia sowie Lampard auf. Diese ergaben sich aus den unterschiedlichen Vorstellungen bezüglich der Transferpolitik des Vereins. Chelsea hatte es geschafft, die Transfersperre reduzieren zu lassen und durfte bereits im Winter 2019 wieder Spieler verpflichten. Lampard wollte davon umgehend Gebrauch machen und bat um die Verpflichtungen von Ajax Hakim Ziyech sowie Arsenal-Stürmer Pierre-Emerick Aubameyang. Zur Enttäuschung Lampards lehnte der Verein sein Gesuch aber ab. Spannungen zwischen Lampard und Granovskaia sollten auch im weiteren Verlauf der Saison bestehen bleiben. Vornehmlich aufgrund von Lampards Personalpolitik. So war Lampard unzufrieden mit der Performance von Torwart Kepa Arrizabalaga, der im Sommer 2018 für 80 Millionen Euro an die Stamford Bridge gewechselt war und forderte einen Nachfolger zu verpflichten. Granovskaia, die eine entscheidende Rolle bei der Verpflichtung von Kepa gespielt hatte, wollte nicht, dass die 80 Millionen Euro für nichts waren und forderte Lampard auf, Kepa zu helfen neues Selbstvertrauen zu gewinnen und weiter auf diesen zu setzen, was Lampard jedoch ablehnte.
Die weitere Saison, bis zur durch COVID erzwungenen Unterbrechung, verlief durchwachsen. Wegen seiner Unzufriedenheit mit Kepa setzte Lampard verstärkt auf Ersatztorhüter Willy Caballero, während er auch weiterhin Akademiespielern Einsatzchancen gab.  So wurde im Februar 2019 u. a. der 18-jährige Billy Gilmour Teil der 1. Mannschaft. Von den acht Ligaspielen bis zur COVID-Pause im März gewann man drei, verlor zwei und beendete zwei mit Remis. Dank dieser Ergebnisse hielt Lampard sich mit seiner Mannschaft weiterhin auf dem vierten Platz. In der Champions League fand das Hinspiel gegen den FC Bayern an der heimischen Stamford Bridge statt. Die Partie gegen eine starke Bayern-Mannschaft ging mit 0:3 krachend verloren. Lampards letzte Partie vor der COVID-Pause war ein Ligaspiel gegen den FC Everton und dessen neuen Trainer Carlo Ancelotti, dass seine Mannschaft mit 4:0 gewann.
Nach Ende der COVID-Pause kehrte Lampard mit seiner Mannschaft am 21. Juni, dem 29. Spieltag in den Spielbetrieb zurück. Von den verbliebenen neun Ligaspielen gewannen Lampards Schützlinge sechs und verloren drei, womit man es, mit vier Punkten Vorsprung auf den Tabellenfünften Leicester City, sicher auf den vierten Platz schaffte. Für größere Aufmerksamkeit neben dem Platz sorgte Lampard am vorletzten Spieltag, als er Liverpools Spielern und Trainerstab lautstark vorwarf, arrogant zu sein, in Anbetracht ihres Verhaltens bei einer umstrittenen Entscheidung des Schiedsrichters bei einem Foul. Eine überaus erfolgreiche Saison spielte Lampards Team unterdessen im FA-Cup. Nachdem man sich noch vor der COVID-Pause erfolgreich gegen den FC Liverpool durchgesetzt hatte, schlug man im Viertel- und Halbfinale nacheinander Leicester City und Manchester United und schaffte so den Einzug ins Endspiel im Londoner Wembley-Stadion. Dort traf man auf den Lokalrivalen FC Arsenal und Neutrainer Mikel Arteta. Die Partie gegen die Gunners ging trotz früher Führung mit 1:2 verloren und Lampard verpasste den Gewinn eines ersten Titels als Trainer. Das letzte Saisonspiel war das Rückspiel gegen den FC Bayern. Die Partie in München endete 0:4, worauf man mit einer Gesamtniederlage von 0:7 ausschied.
Vor der Saison 2020/21 startete der FC Chelsea eine Transferoffensive. Aus der Bundesliga kamen für zusammen über 130 Millionen Euro Bayer Leverkusens Offensivjuwel Kai Havertz und RB-Leipzig-Stürmer Timo Werner. Lampard spielte durch persönliche Gespräche sowohl bei der Verpflichtung von Werner als auch Havertz eine tragende Rolle. Zudem schloss sich der schon im Februar verpflichtete Hakim Ziyech, für dessen Transfer sich Lampard schon im Winter 2019 starkgemacht hatte, für 40 Millionen Euro den Blues an. Aus der Ligue 1 kamen unterdessen ablösefrei der langjährige Paris-Saint-Germain-Kapitän Thiago Silva und für 24 Millionen Euro Stade-Rennes-Torhüter Edouard Mendy, dessen Verpflichtung das Resultat von Lampards Unzufriedenheit mit seinem bisherigen Stammtorhüter Kepa war. Während der Verein Lampards Drängen nach einem Ersatz für Kepa somit nachgab, blieb er bei anderen Personalfragen unnachgiebig. Weder wurde eine Verpflichtung von Declan Rice in Angriff genommen, noch kam ein von Lampard erhoffter Abgang von Antonio Rüdiger zustande. Unabhängig von diesen Meinungsverschiedenheiten gingen mit der Verstärkung des Kaders steigende Erwartungen einher, so war unter Beobachtern die Rede von einem Kampf um die Meisterschaft und Lampards Chance, sich endgültig als einer der besten jungen Trainer der Welt zu etablieren.
Lampards zweite Saison startete mit schwankenden Leistungen, bevor ab Ende September eine Erfolgsserie einsetzte, bei der man bis Mitte Dezember kein Spiel mehr verlor. Einziger Rückschlag war das frühe Aus im Ligapokal, aus dem man sich im Elfmeterschießen verabschiedete, nachdem das Match gegen Erzrivale Tottenham Hotspur unter José Mourinho 1:1 geendet hatte. Ihr Ende fand die ungeschlagen Serie der Blues am 12. Dezember 2021, als man eine 0:1-Niederlage im Goodison Park gegen den FC Everton unter Lampards Ex-Coach Carlo Ancelotti kassierte. Die Niederlage gegen die Toffees sollte der Anfang vom Ende von Lampards Amtszeit werden. So folgte auf die Pleite gegen Everton eine zweite Auswärtsniederlage in Folge, mit 1:2 verloren Lampards Schützlinge gegen die Wolverhampton Wanderers und Nuno Espírito Santo. Zwar gelang sechs Tage später ein 3:0-Erfolg über West Ham United, aber dieser konnte den Negativtrend von Lampards Mannschaft letztendlich nicht stoppen. So kassierte das Lampard-Team innerhalb der nächsten zwei Wochen eine 1:3-Auswärtspleite gegen den Lokalrivalen Arsenal, ein 1:1-Heimunentschieden gegen Aston Villa und eine 1:3-Heimniederlage gegen Manchester City. Die Niederlage gegen das Guardiola-Team war der vorläufige Tiefpunkt dieses enttäuschenden Trends und ließ Lampards Position als Chelsea-Trainer mehr als fraglich erscheinen. Ein Problem das in dieser Zeit immer stärker zutage trat, waren Lampards Defizite bei der Menschenführung. So beschwerten sich Spieler, die er nicht einsetzte, dass er mit ihnen monatelange nicht persönlich gesprochen oder ihnen erklärte habe, was sie tun müssten, um wieder vermehrt zu spielen. Entlastend auf die Mannschaft wirkten im Anschluss an die City-Pleite unterdessen Siege gegen den FC Morecambe im FA-Cup und den FC Fulham in der Liga. Darauf folgte ein Treffen mit dem Tabellenzweiten Leicester City. Das Auswärtsspiel gegen die Foxes wurde zu einem Debakel für Lampard und Chelsea. Mit 0:2 verlor man die Partie und es war ersichtlich, dass die Blues ihren Gegnern qualitativ in jedem Aspekt unterlegen waren. Nach dieser Niederlage beschloss der Verein in Form von Besitzer Roman Abramowitsch die Entlassung von Lampard. Dieser ging ebenfalls von seiner Entlassung aus, weswegen er seinen Spielern im Anschluss an die Partie in der Kabine nacheinander die Hand schüttelte, um ihnen für ihren Einsatz unter ihm zu danken. Trotz dieser Geste und der Entscheidung von Besitzer Abramowitsch blieb Lampard nichtsdestotrotz vorläufig noch im Amt, da die Vereinsführung erst noch einen Nachfolger finden musste, was einige Tage dauern sollte. Lampards nächstes und letztes Spiel als Chelsea-Trainer wurde somit nicht das Debakel gegen Leicester City, sondern ein FA-Cup-Spiel gegen Luton Town. Vor dem Match gegen Luton kam es zunächst noch zu einem kleineren Eklat, als Lampard sich in einer Pressekonferenz vor dem Spiel mit einem Journalisten anlegte und dessen Berichterstattung als „voreingenommen“ kritisierte. Das Spiel gegen Luton Town konnte mit 3:1 gewonnen werden. Am nächsten Tag wurde Lampards Entlassung offiziell gemacht. Seine Nachfolge trat der kurz zuvor bei Paris Saint-Germain entlassene Thomas Tuchel an.

### FC Everton
Am 31. Januar 2022 übernahm Frank Lampard den Trainerposten beim abstiegsbedrohten Traditionsverein FC Everton. Er unterschrieb einen Vertrag bis 2024. Nach dem erfolgreichen Klassenerhalt befand sich Lampard auch in der Saison 2022/23 mit Everton im Abstiegskampf. Am 23. Januar 2023 wurde er nach etwas weniger als einem Jahr entlassen, Everton hatte neun der vorangegangenen zwölf Premier-League-Spiele verloren und stand mit nur drei Saisonsiegen nach 20 Spieltagen auf dem vorletzten Tabellenplatz.

### Rückkehr zum FC Chelsea
Anfang April 2023 kehrte Lampard zum FC Chelsea zurück. Bei den Blues löste er Graham Potter ab. Er übernahm die Mannschaft als Interimstrainer bis zum Ende der Saison 2022/23. Zum Zeitpunkt seines Amtsantritts befand sich die Mannschaft auf dem zehnten Tabellenplatz und hatte noch neun Ligaspiele vor sich. Zudem stand man im Viertelfinale der Champions League, für das man den amtierenden Sieger Real Madrid zugelost bekommen hatte. Lampards erste Partie als neuer Chelsea-Trainer war ein Auswärtsspiel gegen die Wolverhampton Wanderers. Das Spiel gegen die Wolves ging mit 0:1 verloren bevor im Anschluss auch die nächsten drei Ligaspiele verloren gingen. Ähnlich schlecht lief es parallel in der Champions League. So endeten sowohl das Hinspiel in Madrid als auch das Rückspiel vor heimischer Kulisse mit 0:2, worauf man mit einer Gesamtniederlage von 0:4 ausschied. Den ersten Sieg fuhr das Lampard-Team am 35. Spieltag ein. Mit 3:1 setzte man sich auswärts gegen den AFC Bournemouth durch. Der Triumph über die Cherries war der einzige Sieg in Lampards zweiter Amtszeit. So beendete man von den verbliebenen vier Ligaspielen zwei mit Niederlagen und zwei mit Unentschieden. Die Spielzeit wurde auf dem zwölften Rang beendet. Lampards Nachfolger wurde zum 1. Juli 2023 Mauricio Pochettino.

### Coventry City
Ende November 2024 unterschrieb Lampard einen Vertrag über zweieinhalb Jahre beim Zweitligisten Coventry City, bei dem abstiegsgefährdeten Klub übernahm er den Posten von Mark Robins.

## Titel und Auszeichnungen

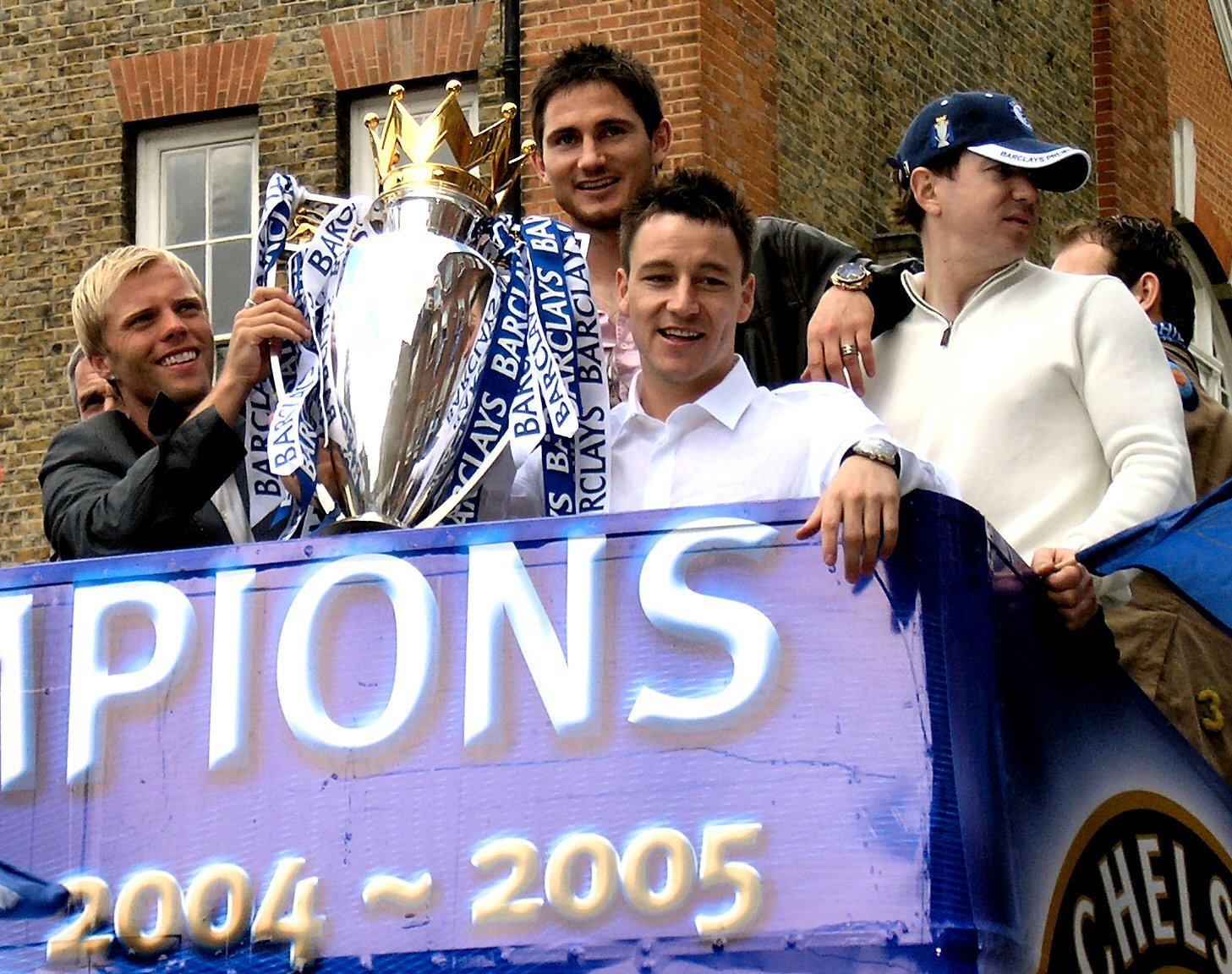
Lampard (m.) nach dem Gewinn der englischen Meisterschaft 2005

### Im Verein
International
- Champions-League-Sieger: 2012
- Europa-League-Sieger: 2013
- UI-Cup-Sieger: 1999

England
- Meister (3): 2005, 2006, 2010
- Pokalsieger (4): 2007, 2009, 2010, 2012
- Ligapokalsieger (2): 2005, 2007
- Supercupsieger (2): 2005, 2009

### Auszeichnungen
- FIFA-Weltfußballer des Jahres: 2. Platz 2005
- Ballon d’Or: 2. Platz 2005
- UEFA Mittelfeldspieler des Jahres: 2008
- Englands Fußballer des Jahres: 2005
  - Football Writer’s Association Footballer of the Year (Journalistenwahl)
  - PFA Fans’ Player of the Year (Wahl der britischen Fußballanhänger)
- PFA Team of the Year: 2004, 2005, 2006
- Englands Fußballer des Monats: September 2003, April 2005, Oktober 2005, Oktober 2008
- Etihad Airways Fußballer des Monats: September 2015
- Chelsea Player of the Year: 2004, 2005, 2009
- Fußball-Europameisterschaft 2004: All-Star-Team
- FIFPro World XI: 2005
- Order of the British Empire: 2015
- The FA England Awards: 2004, 2005
- PFA Merit Award: 2015
- Mitglied der Hall of Fame der Premier League

### Rekorde
- Erfolgreichster Torschütze des FC Chelsea (211 Tore)
- Mittelfeldspieler mit den meisten Premier League Toren (177 Tore)
- Er hat gegen die verschiedensten Premier League Teams getroffen (39 Teams)

## Saisonstatistik
| Verein           | Liga            | Saison          | Liga   | Liga | Nat. Pokal | Nat. Pokal | Ligapokal | Ligapokal | Europapokal | Europapokal | Andere | Andere | Gesamt | Gesamt |
| Verein           | Liga            | Saison          | Spiele | Tore | Spiele     | Tore       | Spiele    | Tore      | Spiele      | Tore        | Spiele | Tore   | Spiele | Tore   |
| ---------------- | --------------- | --------------- | ------ | ---- | ---------- | ---------- | --------- | --------- | ----------- | ----------- | ------ | ------ | ------ | ------ |
| West Ham United  | Premier League  | 1995/96         | 2      | 0    | –          | –          | –         | –         | –           | –           | –      | –      | 2      | 0      |
| Gesamt           | Gesamt          | Gesamt          | 2      | 0    | –          | –          | –         | –         | –           | –           | –      | –      | 2      | 0      |
| Swansea City     | League Two      | 1994/95         | 9      | 1    | –          | –          | –         | –         | –           | –           | –      | –      | 9      | 1      |
| Gesamt           | Gesamt          | Gesamt          | 9      | 1    | –          | –          | –         | –         | –           | –           | –      | –      | 9      | 1      |
| West Ham United  | Premier League  | 1996/97         | 13     | 0    | 1          | 0          | 2         | 0         | –           | –           | –      | –      | 16     | 0      |
| West Ham United  | Premier League  | 1997/98         | 31     | 5    | 6          | 1          | 5         | 4         | –           | –           | –      | –      | 42     | 10     |
| West Ham United  | Premier League  | 1998/99         | 38     | 5    | 1          | 0          | 2         | 1         | –           | –           | –      | –      | 41     | 6      |
| West Ham United  | Premier League  | 1999/00         | 34     | 7    | 1          | 0          | 4         | 3         | 10          | 4           | –      | –      | 49     | 14     |
| West Ham United  | Premier League  | 2000/01         | 30     | 7    | 4          | 1          | 3         | 1         | –           | –           | –      | –      | 37     | 9      |
| Gesamt           | Gesamt          | Gesamt          | 146    | 24   | 13         | 2          | 16        | 9         | 10          | 4           | –      | –      | 186    | 39     |
| FC Chelsea       | Premier League  | 2001/02         | 37     | 5    | 8          | 1          | 4         | 0         | 4           | 1           | –      | –      | 53     | 7      |
| FC Chelsea       | Premier League  | 2002/03         | 38     | 6    | 5          | 1          | 3         | 0         | 2           | 1           | –      | –      | 48     | 8      |
| FC Chelsea       | Premier League  | 2003/04         | 38     | 10   | 4          | 1          | 2         | 0         | 14          | 4           | –      | –      | 58     | 15     |
| FC Chelsea       | Premier League  | 2004/05         | 38     | 13   | 2          | 0          | 6         | 2         | 12          | 4           | –      | –      | 58     | 19     |
| FC Chelsea       | Premier League  | 2005/06         | 35     | 16   | 5          | 2          | 1         | 0         | 8           | 2           | 1      | 0      | 50     | 20     |
| FC Chelsea       | Premier League  | 2006/07         | 37     | 11   | 7          | 6          | 6         | 3         | 11          | 1           | 1      | 0      | 62     | 21     |
| FC Chelsea       | Premier League  | 2007/08         | 24     | 10   | 1          | 2          | 3         | 4         | 11          | 4           | 1      | 0      | 40     | 20     |
| FC Chelsea       | Premier League  | 2008/09         | 37     | 12   | 7          | 3          | 2         | 2         | 11          | 3           | –      | –      | 57     | 20     |
| FC Chelsea       | Premier League  | 2009/10         | 36     | 22   | 6          | 3          | 1         | 0         | 7           | 1           | 1      | 1      | 51     | 27     |
| FC Chelsea       | Premier League  | 2010/11         | 24     | 10   | 3          | 3          | –         | –         | 4           | 0           | 1      | 0      | 32     | 13     |
| FC Chelsea       | Premier League  | 2011/12         | 30     | 11   | 5          | 2          | 2         | 0         | 12          | 3           | –      | –      | 49     | 16     |
| FC Chelsea       | Premier League  | 2012/13         | 29     | 15   | 4          | 2          | 3         | 0         | 10          | 0           | 4      | 0      | 50     | 17     |
| FC Chelsea       | Premier League  | 2013/14         | 26     | 6    | 1          | 0          | 1         | 1         | 11          | 1           | 1      | 0      | 40     | 8      |
| Gesamt           | Gesamt          | Gesamt          | 429    | 147  | 58         | 26         | 34        | 12        | 117         | 25          | 10     | 1      | 648    | 211    |
| Manchester City  | Premier League  | 2014/15         | 32     | 6    | 2          | 0          | 1         | 2         | 3           | 0           | –      | –      | 38     | 8      |
| Gesamt           | Gesamt          | Gesamt          | 32     | 6    | 2          | 0          | 1         | 2         | 3           | 0           | –      | –      | 38     | 8      |
| New York City FC | MLS             | 2015            | 10     | 3    | –          | –          | –         | –         | –           | –           | –      | –      | 10     | 3      |
| New York City FC | MLS             | 2016            | 19     | 12   | –          | –          | –         | –         | –           | –           | 1      | 0      | 20     | 12     |
| Gesamt           | Gesamt          | Gesamt          | 29     | 15   | –          | –          | –         | –         | –           | –           | 1      | 0      | 30     | 15     |
| Karriere Gesamt  | Karriere Gesamt | Karriere Gesamt | 647    | 193  | 73         | 28         | 51        | 23        | 130         | 29          | 11     | 1      | 912    | 274    |

Quelle: footballdatabase.eu, transfermarkt.de (Stand: Karriereende)